# NGC 3630
NGC 3630 (również NGC 3645, PGC 34698 lub UGC 6349) – galaktyka spiralna (S0-a), znajdująca się w gwiazdozbiorze Lwa.
Odkrył ją William Herschel 23 lutego 1784 roku. Obserwował ją też John Herschel 7 kwietnia 1828 roku, jednak obliczona przez niego pozycja obiektu różniła się od tej z obserwacji Williama, więc uznał, że odkrył nowy obiekt. John Dreyer umieścił obie te obserwacje w swoim katalogu pod numerami, odpowiednio, NGC 3645 i NGC 3630. W bazie SIMBAD jako NGC 3645 skatalogowano galaktykę PGC 34817 (LEDA 34817).